# National Board of Review Award/Meinungsfreiheitpreis
Meinungsfreiheitpreis
Gewinner des National Board of Review Awards in der Kategorie Meinungsfreiheitpreis (Freedom of Expression Award). 
Die Jahreszahlen der Tabelle nennen die bewerteten Filmjahre, die Preisverleihungen fanden jeweils im Folgejahr statt. 
| Jahr | Preisträger                   | Film |
| ---- | ----------------------------- | --- |
| 2012 |                               | The Central Park Five Promised Land |
| 2011 |                               | Crime After Crime Pariah |
| 2010 |                               | Fair Game – Nichts ist gefährlicher als die Wahrheit Betty Anne Waters Howl – Das Geheul                                                              |
| 2009 |                               | Burma VJ – Berichte aus einem verschlossenen Land Invictus – Unbezwungen Der gefährlichste Mann in Amerika – Daniel Ellsberg und die Pentagon-Papiere |
| 2008 |                               | Trumbo |
| 2007 |                               | The Great Debaters Persepolis |
| 2006 |                               | World Trade Center Water |
| 2005 |                               | Innocent Voices The Untold Story of Emmett Louis Till                                                                                                 |
| 2004 |                               | Fahrenheit 9/11 Die Passion Christi Conspiracy of Silence                                                                                             |
| 2003 |                               | Capturing the Friedmans Kleine schmutzige Tricks Die unbarmherzigen Schwestern 11′09″01 – September 11                                                |
| 2002 |                               | Long Walk Home Ararat Bloody Sunday Die Grauzone |
| 2001 |                               | Baran Jung in the Land of the Mujaheddin Reise nach Kandahar                                                                                          |
| 2000 |                               | Zeit der trunkenen Pferde Bevor es Nacht wird Der Kreis Quills – Macht der Besessenheit Sound and Fury Bamboozled Kadosh The Visit                    |
| 1999 | Michael Mann                  | The Insider |
| 1998 | Bernardo Bertolucci           | |
| 1997 | Richard Gere und Jon Avnet    | Red Corner – Labyrinth ohne Ausweg |
| 1996 | Oliver Stone und Miloš Forman | Larry Flynt – Die nackte Wahrheit |
| 1995 | Zhang Yimou                   | |